# Jean-Marie Besset

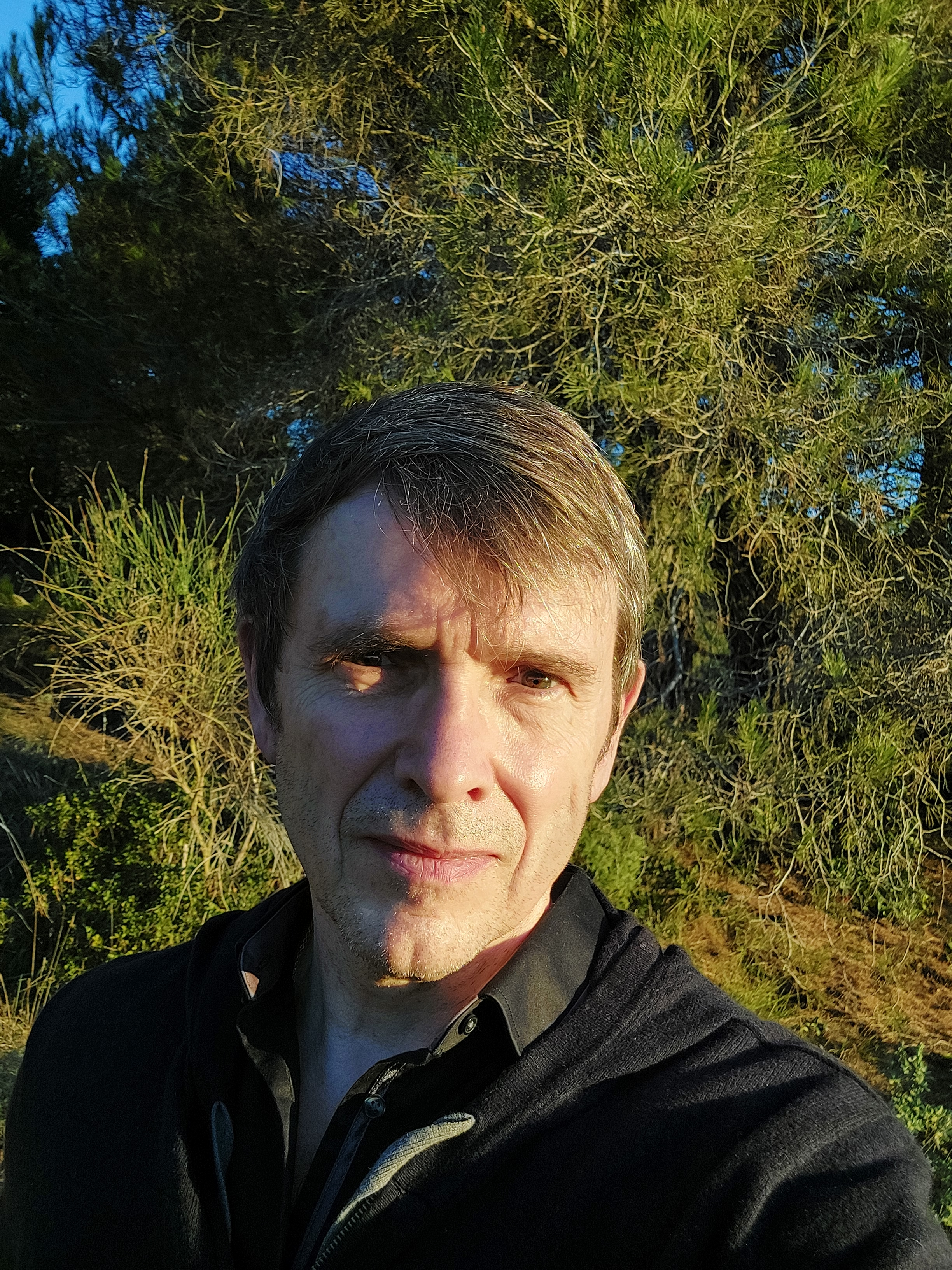
Jean-Marie Besset

Jean-Marie Besset (Carcassonne, 22 novembre 1959) è un drammaturgo francese.

## Biografia
Ha trascorso l'infanzia e l'adolescenza a Limoux (Aude). Giunto a Parigi, per studiare, si avvicina al mondo del teatro e inizia a scrivere commedie.
Mentre crea i suoi primi testi si diploma all'École supérieure des sciences économiques et commerciales (ESSEC) nel 1981 e all'Institut d'études politiques de Paris nel 1984.
In quegli anni vive tra New York, dove collabora ad alcuni lavori teatrali con l'amico Hal Wit, e la Francia dove le sue opere cominciano ad essere rappresentate. 
Dal 1995 collabora a diversi spettacoli con la compagnia di BCDV Gilbert Desveaux.
Nel 2000, BCDV organizza il Festival dei nuovi autori Vallée de l'Aude (NAVA) nella regione di Limoux, suo luogo d'infanzia. L'appuntamento si rinnova ogni anno, e il NAVA festival nel 2006 propone “R.E.R.”, messo in scena dallo stesso autore e da Gilbert Désveaux
Nominato dieci volte ai premi "Molières" (sei volte come autore e quattro come adattatore), vince il SACD (Syndicat National de la Critique Dramatique, 1993), il Premio Nuovi Talenti Teatrali del SACD (1993), i riconoscimenti francesi di Cavaliere (1995) e Ufficiale (2002) delle Arti e della Letteratura, il Premio del Jeune Théâtre (1998) e il Grand Prix du Théâtre dell'Académie Française (2005).
Nella stagione 1999-2000, è direttore del théâtre de l'Atelier. Nel 2001 entra a far parte del consiglio di amministrazione del SACD. Dal 2002 fa parte del comitato di lettura del Théâtre du Rond-Point. Dal 2010 dirige il Centre dramatique national de Montpellier, Théatre des Treize Vents.
Il 14 dicembre 2023 viene candidato all'Académie Française, al seggio n. 6, vacante per il decesso di Marc Fumaroli.

## Opere e adattamenti
Oltre ad aver scritto i testi di commedie, telefilm e film, ha adattato numerosi testi teatrali dall'inglese al francese.
Per il cinema ha tratto dalle sue commedie sceneggiature per diversi film, tra i quali “La fille du RER” di André Téchiné, con Emilie Dequenne, Catherine Deneuve et Michel Blanc, uscito nel marzo 2009.

### Come autore
- Villa Luco, 1989
- La Fonction, 1990
- Ce qui arrive quand on attend, 1993. Con Sabine Haudepin, Marie-France Pisier
- Grande école, 1995. Con Romain Duris et Guillaume Canet
  - Adattato per il cinema nel 2004, con l'omonimo titolo di Grande École di Robert Salis, con Gregori Baquet, Alice Taglioni, Jocelyn Quivrin e Salim Kechiouche
- La Propriétaire, 1996. Film di Ismail Merchant, con Jeanne Moreau
- Un cœur français, 1996
- Marie Hasparen, 2000
- Baron, 2000
- Commentaire d'amour, 2000
- L'École de New York, 2000
- Réparation, 2002
- Rue de Babylone, 2002
- Les Grecs, 2003
  - allestito il 21 aprile 2006 al théâtre du petit Montparnasse, nella messinscena di Gilbert Désveaux, con Marianne Basler, Jean-Michel Portal e Salim Kechiouche.
- Un cheval, 2005
- RER, 2005
  - allestito nell'agosto del 2006, con Didier Sandre
- Perthus, 2007, allestito al Théâtre du Rond-Point, nel settembre 2008, nella messinscena di Gilbert Désveaux, con Alain Marcel, Jean-Paul Muel, Robin Causse et Jonathan Drillet. La versione italiana del testo, dall'omonimo titolo, è andata in scena nella stagione 2010-2011, prodotta dal teatro di Noto e con la regia di Giampiero Cicciò.
- Un couple idéal, 2008
- Il faut/ Je ne veux pas, 2010, messo in scena al Théâtre des Treize Vents, con Pascal Rénéric, Chloé Olivères, Bénédicte Guilbert e Clément Bertani; e successivamente con Adrien Melin, Chloé Olivères e Blanche Leleu in tournée e al théâtre de l'Œuvre a Parigi. Il testo è stato tradotto in italiano con il titolo Così va, quindi no e presentato al Festival Luoghi Comuni di Brescia nel marzo 2013.

### Come adattatore
- Le Bonheur des autres (Benefactors di Michael Frayn - 1988)
- Le Malin plaisir (The Secret rapture di David Hare – 1989, Théâtre de l'Atelier - 2000)
- Moulins à paroles (Talking heads di Alan Bennett – 1990, con Annie Girardot, Tsilla Chelton - 2001)
- Quelque chose dans l'air (Hay fever di Noël Coward - 1991)
- La Nourriture du feu (The Substance of fire di Jon Robin Baitz - 1992)
- Danser à Lughnasa (Dancing at Lughnasa di Brian Friel - 1992)
- Oncle Paul (Uncle Bob di Austin Pendleton - 1995)
- Arcadia (Tom Stoppard - 1995, Comédie-Française - 1998)
- La pulce nell'orecchio di Georges Feydeau, (adattato con Mark O'Donnell), Roundabout Theater, New York, febbraio-maggio 1998.
- Un Tramway nommé désir (A Streetcar Named Desire di Tennessee Williams – 1997, con Caroline Cellier)
- Grand galop (Full gallop di Mary Louise Wilson & Mark Hampton - 1997)
- Le Bel Air de Londres (London Assurance di Dion Boucicault - 1998, con Robert Hirsch)
- Copenhague (Copenhagen di Michael Frayn - 1998. Premio Molière 1999 per il Miglior adattatore)
- Outrage aux moeurs (Gross Indecency: The Three Trials of Oscar Wilde di Moisés Kaufman - 2000)
- L'Invention de l'amour (Tom Stoppard - 2001)
- Tokyo bar (Tennessee Williams - 2002)
- Trois jours de pluie (Three Days of Rain di Richard Greenberg - 2002)
- 2004: Trois Jours de pluie di Richard Greenberg, adattamento e messinscena di Jean-Marie Besset e di Gilbert Desveaux, con Léa Drucker, Pierre Cassignard, Mathieu Bisson, al théâtre de l'Atelier di Parigi
- Van Gogh à Londres (Nicholas Wright, 2003)
- Les différentes façons (Edward Albee, 2004),
- A la folie pas du tout (Edward Albee, 2004),
- C'est fini (Edward Albee, 2006),
- Thomas Chagrin (Will Eno, 2006).
- La divine Miss V. di Mark Hampton e Mary Louise Wilson, 2008
- Talking heads di Alan Bennett, 2008.
- L'importance d'etre sérieux di  Oscar Wilde, 2013.

## Messe in scena
- 2003: Le Jour du destin di Michel Del Castillo, messa in scena con Gilbert Désveaux, Théâtre Montparnasse

## Filmografia

### Attore
- La Chine à Paris, episodio di Les Cinq Dernières Minutes, regia di François Martin - serie TV (1983)
- L'insolente (Beaumarchais, l'insolent), regia di Édouard Molinaro (1996)
- I testimoni (Les Témoins), regia di André Téchiné (2006)